# Hlubečkova skála
Hlubečkova skála (nazývaná také jako Na horách nebo Hory) je bývalý břidličný lom a vrchol pod kopcem Těškovice nad Hájem ve Slezsku v okrese Opava v Moravskoslezském kraji. Hlubečkova skála se nachází v polích v lokalitě Okrouhlík na hranicí pohoří Nízký Jeseník nad řekou Opavou.

## Další informace
Dle místní kroniky, Chabičovský občan Josef Hlubek (přezdívaný pro svou malou výšku Hlubeček) zde provozoval břidličný lom nad starou cestou z Chabičova do Velké Polomi. Při dobývání kamene se narazilo na pramen vody, který lom zaplavil a lom zanikl. Po melioracích v okolních polích, v šedesátých letech 20. století, začala voda mizet.
Hlubečkova skála je po větší ploše zarostlá křovinami a stromy a jsou zde na několika místech patrné známky odkrytých hornin.
Místo bylo v minulosti využíváno také ke shromažďování a oslavným akcím obcí v okolí ještě před prvním táborem lidu.
Poblíž, severozápadním směrem, se nachází Ostrá hůrka s památníkem odboje slezského lidu.
Poblíž, východním–jihovýchodním směrem, se nachází Čertův mlýn.

## Galerie

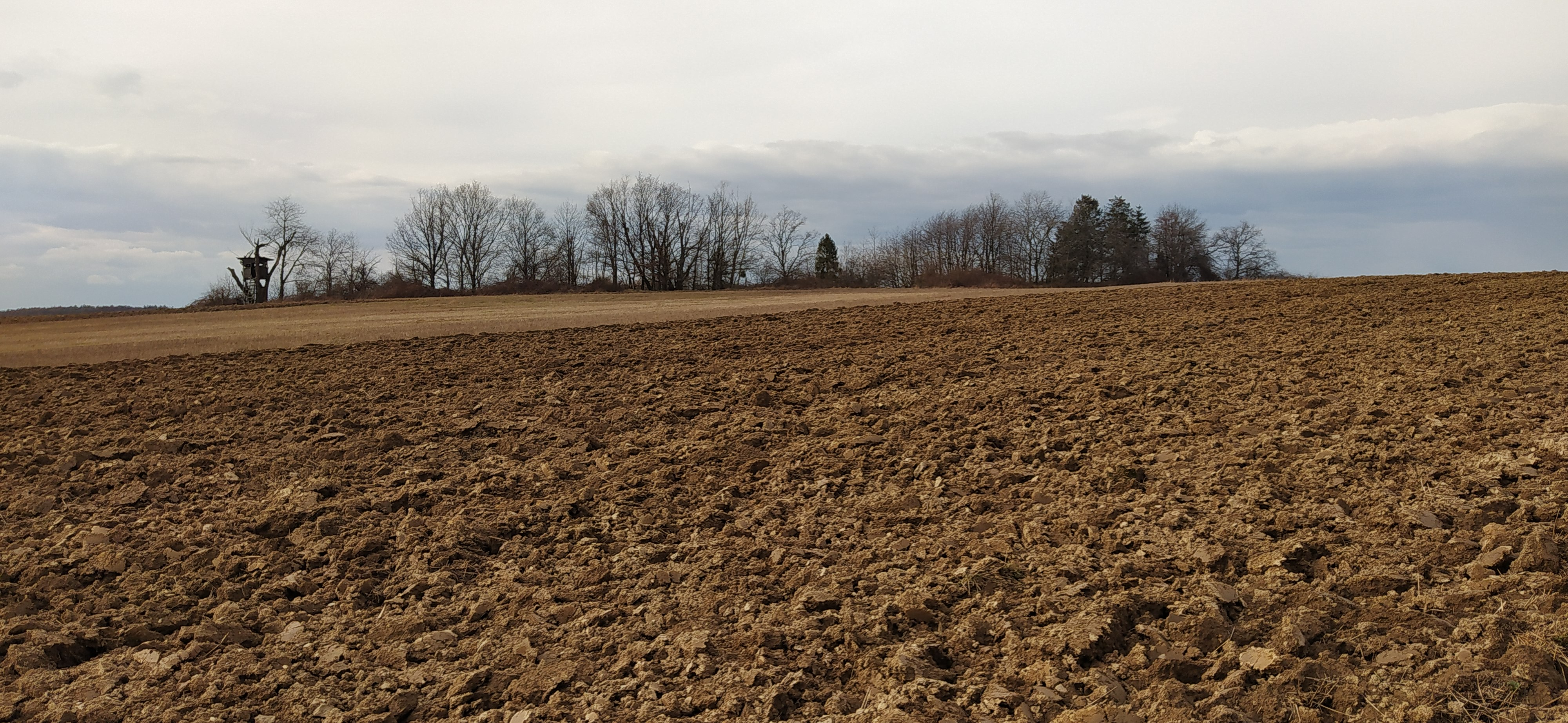
Hlubečkova skála (pohled ze svahu Těškovice)
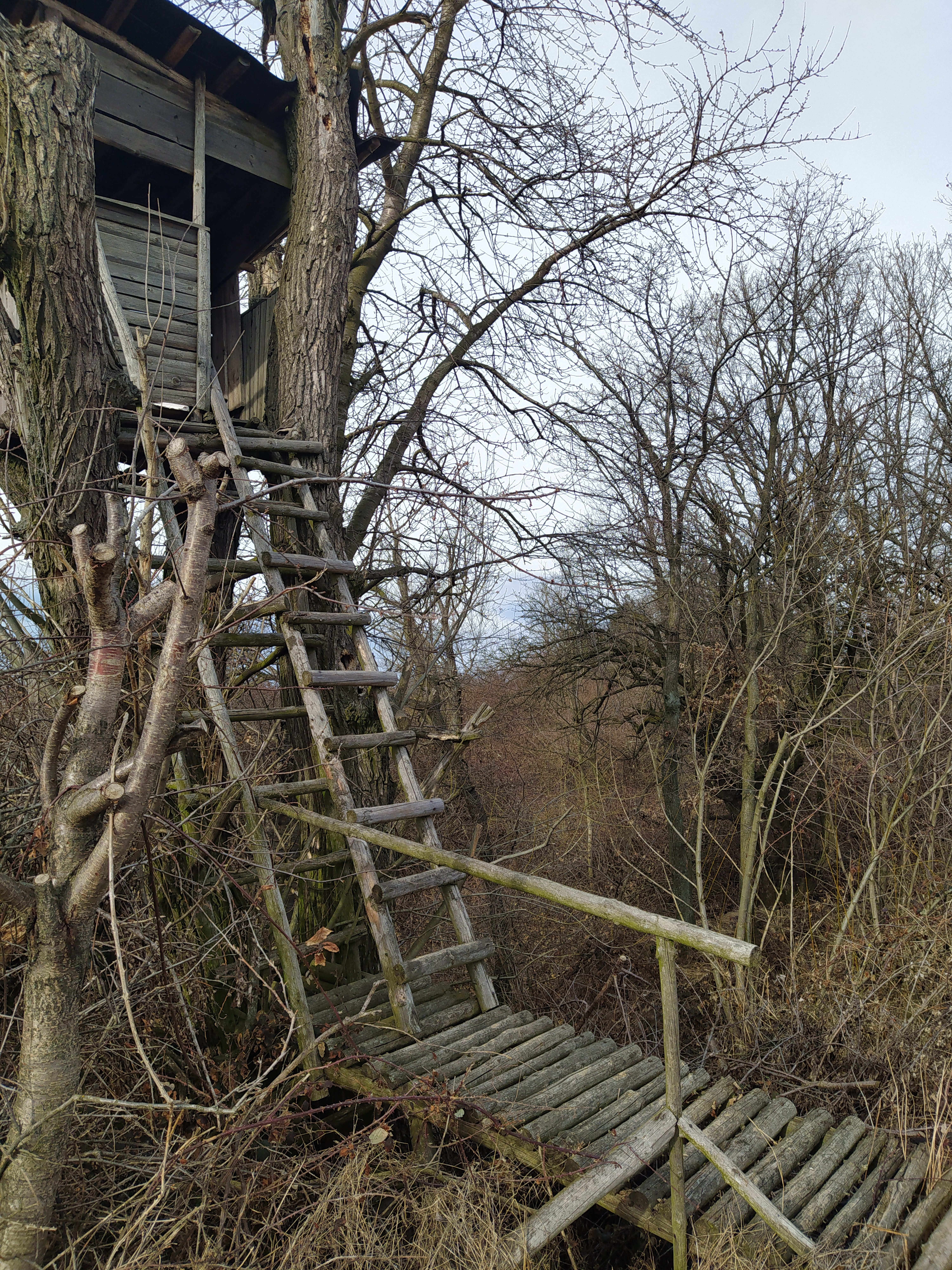
Hlubečkova skála (jižní konec lomu)
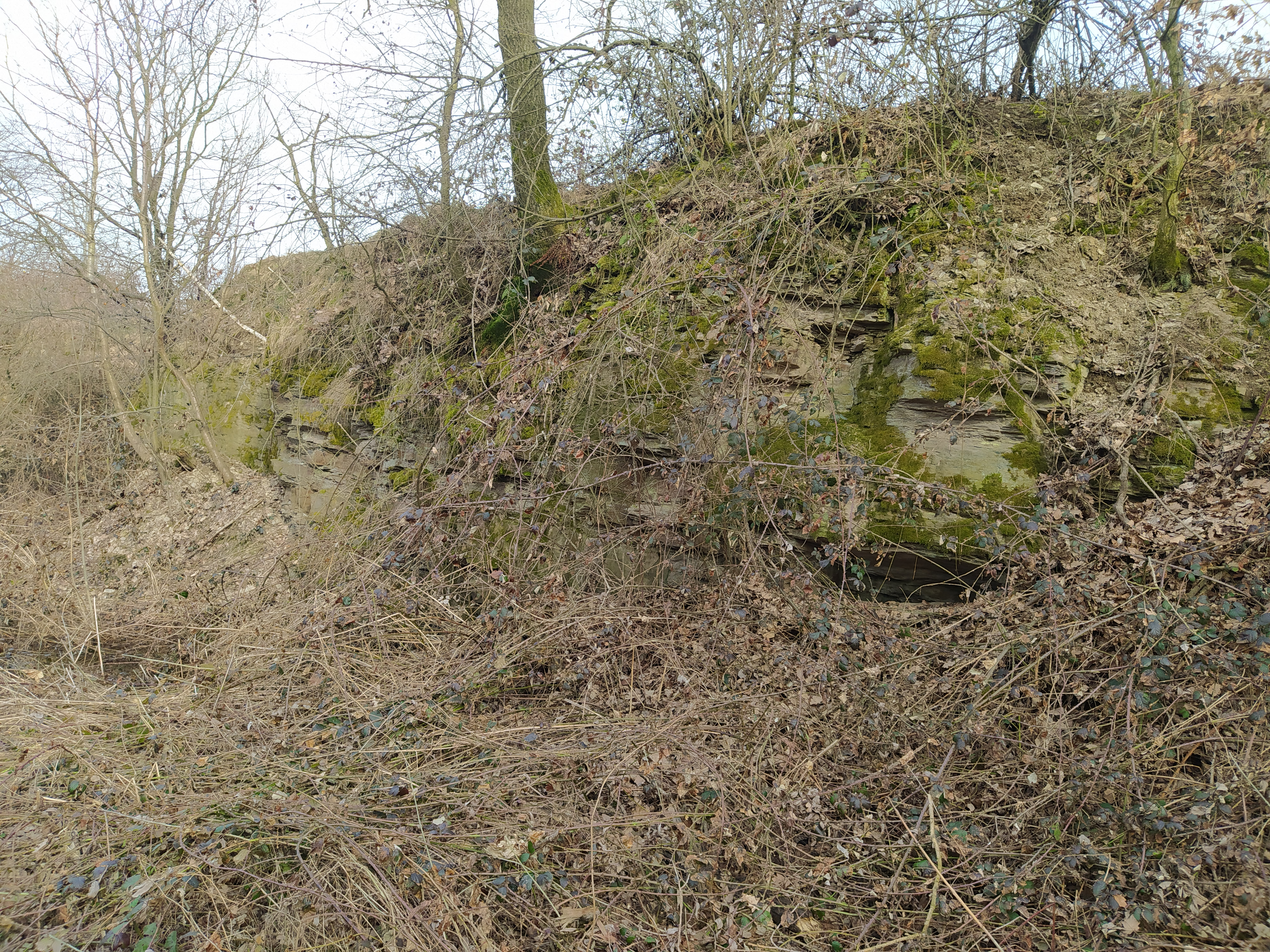
Lom Hlubečkova skála, břidlicová stěna